# Хаваръз
Хаваръз или Хавъръз (на турски: Avarız) е село в Източна Тракия, Турция, Вилает Одрин.

## География
Селото се намира на 10 километра северно от Одрин.

## История
В XIX век Хаваръз е българско село в Одринската кааза на Одринския вилает на Османската империя. Според „Етнография на вилаетите Адрианопол, Монастир и Салоника“, издадена в Константинопол в 1878 година и отразяваща статистиката на населението от 1873 година, Хаваръз (Havaras) има 25 домакинства и 132 българи.
Според статистиката на професор Любомир Милетич в 1912 година в селото живеят 40 български патриаршистки семейства или 195 души.

## Личности
Родени в Хаваръз
- Коста Янакев Анастасов (1912 – 1944), български военен деец, подофицер, загинал през Втората световна война[3]